# 大政所
大政所（1516年—1592年8月29日），本名仲，是豐臣秀吉、豐臣秀長、瑞龍院、旭姬的母親。大政所一詞是大北政所的略稱，本來是專門尊稱任關白者的母親，到了現在已經特定專指豐臣秀吉的母親。

## 生平
1513年，出生於尾張國平民百姓之家，後來嫁給織田信秀的足輕木下彌右衛門，生下瑞龍院與秀吉。後來彌右衛門病故，又改嫁給信秀的同朋眾竹阿彌，生下秀長和旭姬。
1585年，隨其子秀吉任關白而被稱為大政所。
1586年，秀吉為使德川家康上京，先將旭姬嫁給家康做正室，又將大政所當做人質送到三河國岡崎。結果家康果然同意上京，而大政所在岡崎待了大約一個月，回到大坂。

### 逝世
在其子女秀長和旭姬先一步過世後，於1592年在聚樂第過世。